# Lionel Luthor
Lionel Luthor egy kitalált szereplő a Smallville című amerikai televíziós sorozatban. Első megjelenése a Smallville első, Meteoreső című epizódjában volt, de az első évad során csak mint visszatérő szereplő tűnt fel a sorozatban, állandó szereplője csak a második évadban lett. A szereplő állandó megszemélyesítője John Glover. A sorozatban Lionel Luthor Lex Luthor apja, és a LuthorCorp nevű vállalat vezetője. Lex Luthor apja eredetileg a Jerry Siegel által megalkotott Superman-képregények szereplőjeként szerepelt először 1961-ben, bár más néven. Lex apja már többször és több Supermanhez kötődő alkotásban is szerepelt, de a Smallville volt az első, ahol valóban fontos szerepet tölthetett be. A sorozat megalkotói, Alfred Gough és Miles Millar Lex apjának egy új megszemélyesülését hozták létre 2001-ben, hogy ezzel ellentétet teremtsenek meg a sorozat főszereplőjének, Clark Kentnek a szüleivel, Jonathan és Martha Kenttel szemben.
Lionel Luthor a sorozatban annak előrehaladtával jelentős változásokon megy keresztül melynek során Clark Kent legfőbb ellenségéből, aki mindenáron és minden eszközzel meg akarja tudni Clark titkának, végül a fiú szövetségese és védelmezője válik, aki saját életét is feláldozza, hogy megvédje Clark titkát Lextől. A történetben Lionel és fia között, akit gyengének néz állandóan új próbatételek elé állítja, igen feszült és viharos a viszony. Jonathan Kent halála után megpróbál gyengéd szándékkal annak özvegye, Martha felé közeledni, akit eközben segít annak politikai karrierjében is.
A Lionel által bejárt út, mely a sötétségből a fény felé vezetett, volt az egyik legnagyobb kihívás a sorozat írói számára, akik úgy érezték, hogy a szereplő végül nem érte találta meg az a helyet, melyet számára kerestek. Bár Lionel a történet folytatásában visszatért erkölcsileg vitatható eszközeihez, ezúttal mindezt Clark védelmében tette. Lionelt általában sötét szereplőként jellemzik, aki bármilyen eszközt képes felhasználni, ha az segíti céljai elérésében. Viszonyát fiával a 2002-es Pókember-filmben szereplő Norman Osborn és annak fia, Harry kapcsolatához is szokták hasonlítani.

## Megjelenései
Lionel Luthor a Smallville című televíziós sorozat egyik főszereplője, melynek első évadában visszaérő, majd második évadától kezdődően, egészen a hetedik évadjának végig állandó szereplője volt. A televíziós sorozaton kívül, Lionel megjelent a sorozathoz kapcsolódó fiatal felnőtteknek szóló regényekben, valamint a Smallville online spin-off sorozatának, a Chloe Chronicles-nek néhány jelenetében is.

### Televíziós sorozat
A sorozat eseményeinek kezdete előtt, 1989-ben Lionel azért érkezett Smallville-be fiával, Lexszel (Matthew Munn), hogy felvásárolja a Ross Creamed Corn nevű céget, mikor hirtelen meteorzáporba kerültek. Tizenkét évvel később Lionel a vidéki Smallville-ben száműzi a fiát, hogy ott vegye át a LuthorCorp helyi üzemének vezetését, mellyel próbára akarja tenni annak képességeit. Mikor Lex (Michael Rosenbaum) hosszú évek után először jövedelmezővé teszi az üzemet, Lionel bezáratja azt Lex gyenge vezetői képességeire hivatkozva. Az első évad utolsó epizódjában Lionel a Luthor birtokon összetűzésbe keveredik fiával, mikor az megpróbálja megszervezni, hogy az alkalmazottak felvásárolják az üzemet, hogy mentse azt. A vitát egy hatalmas szélvihar szakítja meg, mely súlyos károkat okoz az épületben, Lionel pedig egy oszlop alá szorul. A második évadának első epizódjában Lex, aki bár először vívódik a gondolattal, de végül megmenti apját és kiszabadítja a romok alól. Mivel azonban Lex sürgette apja műtétjét, az elveszíti a látását. Az évad első felében mindenki úgy hiszi, hogy Lionel örökre megvakult. Lex és a féltestvére, Lucas (Paul Wasilewski) megpróbálnak egy tervet kidolgozni, hogy nyilvánosságra hozzák Lionel csalását, aki csak átmenetileg veszítette el a látását, de miután az visszatért szándékosan nem szolt róla senkinek, hogy így megfigyelhesse az emberek reakcióit. Ugyanebben az évadban Lionel tudomást szerez a Kawatche barlangokról, melynek a falán rejtélyes jelek és szimbólumok találhatóak. Lionel a LexCorp erőforrásait is felhasználva igyekszik megfejteni a jeleket, fia helybeli barátja, Clark Kent (Tom Welling) nemtetszése ellenére.
A harmadik évad során fény derül rá, hogy Lionel egykor szövetkezett egy Morgan Edge (Rutger Hauer) nevű férfival a szülei meggyilkolására, hogy azok életbiztosításából megalapíthassa a LuthorCorpot. Lionel fiát egy elmegyógyintézetbe záratja, mikor az felfedezi, hogy apja mint tett. Chloe Sullivan (Allison Mack) szintén felfedezi a titkot, és segít Lexnek abban, hogy az általa összegyűjtött információk alapján börtönbe juttathassák Lionelt a Lex nagyszüleinek meggyilkolásáért. Ugyanebben az évadban Lionelnél az orvosok halálos májbetegséget állapítanak meg, melyet fiának is elmond, míg az ítéletére vár. Miután börtönbüntetésre ítélik a gyilkosságok miatt, Lionel megpróbál testet cserélni fiával, hogy Lex egész életét az ő testében, börtönben töltse, ő addig a fia testében szabadon élhessen. Mikor Clark közbelép, hogy ez megakadályozza, Lionel vele cserél testet. 
Mikor a testcsere visszafordul, Lionel megtudja, hogy halálosnak hitt májbetegsége meggyógyult, ő maga pedig új küldetést fedezett fel magának az életben. Miután Genevieve Teague (Jane Seymour) segítségével visszanyeri szabadságát, Lionel elkezdi felkutatni a tudás három kövét. A kutatás során Lionel önkívületi állapotba kerül, miután az agyába nagy mennyiségű kriptoni tudás töltődik át az agyába. Lionelt Jor-El hozza ki ebből a katatón állapotból, aki eztán arra használja a férfi testét, hogy azon keresztül szólhasson fiához, Kal-Elhez, vagyis Clark Kenthez. Jor-El vezetésével Lionel Clark védelmezője és segítőjeként kezd viselkedni. A hetedik évad során kiderül, hogy Lionel másik három tehetős családdal megalapította a Veritas nevű titkos szervezetet, melynek az volt a kitűzött feladata, hogy megvédjen egy földönkívüli látogatót, az „Utazót”, aki valójában Clark Kent. A Veritas és az Utazó titkának védelme később Lionel halálához vezetett, akit saját fia, Lex gyilkolt meg, mikor az rájött, hogy mindvégig apja rejtegette előle az általa is megszállottan keresett Utazót.

### Egyéb megjelenései
Lionel néhány jelenetben feltűnik az online sugárzott Chloe Chronicles második történetében, melyben megfenyegeti Chloét, miután a lány felfedezi, hogy Lionelnek köze van több személy halálához is. A televíziós sorozat megszületése előtt Lex apja többször is futólag megjelent a Superman-képregények oldalain, vagy éppen csak utaltak rá az egyes történetekben. Első szereplése az 1961-ben megjelent Superman’s Girl Friend, Lois Lane című képregényfüzet 23. számában volt a Jerry Siegel által írt The Curse of Lena Thorul! (’Lena Thorul átka!’) című történetben. Richard Donner 1978-as Superman, valamint Bryan Singer 2006-os Superman visszatér című filmjében Lex megemlíti apját, bár annak keresztneve nem hangzik el egyik filmben sem. Ezzel szemben mindkét filmben utalások hangzanak el, hogy Lex üzletpolitikája apja tanácsaira épül, melyeket még gyermekként osztott meg vele. A Superboy című televíziós sorozat Know Thine Enemy (’Ismerd az ellenséged’) című kétrészes epizódjának első részében Lex apja is szerepelt. A történetben Superboy egy virtuális valóságban Lex Luthorrá válik és szemtanúja lesz, ahogyan Lex erőszakos apja mellett felnő. A sorozatban szintén nem hangzik el a férfi neve. A 2004-es Superman: Birthright (’Superman: Születési előjog’) című mini-képregénysorozatban Lex apja nem milliárdosként jelenik meg, és egy tűzben veszíti életét, melyet Lex véletlenül okoz egy kísérlete során.

## Ábrázolása
Lionel Luthort a sorozat alkotó, Al Gough és Miles Millar alkotta meg külön a televíziós sorozat számára, hogy párhuzamot kiépítsenek ki a Kentékkel, melyet „a szélsőséges szülői környezet kísérletének” tekintették. Bár Lex apja már más médiumban is feltűnt a Smallville-t megelőzően, Lionel Luthor, mint szereplő teljes egészében Alfred Gough és Miles Millar teremtménye. Akárcsak Allison Mack az általa alakított, külön a sorozat számára létrehozott Chloe Sullivan esetében, Glover is örömmel fogadta a „tiszta vásznat”, vagyis hogy korábbi megszemélyesítők híján egyedül rajta múlik Lionel személyiségének teljes kidolgozása és felépítése. Az első évad során John Glovernek minden héten New Yorkból Vancouverbe kellett utazni a forgatásokra, mivel a színésznek a sorozattal egy időben New York-i színházi kötelezettségeinek is eleget kellett tennie. John Glover alakítására, miközben Lionel halálos májbetegségben szenvedett, egy közeli barátjának a rákkal való harca is hatással volt. Glover nyilatkozata szerint barátja „az emberek élszurkolója volt”, aki megpróbálta mindenkiben tartani az erőt, mikor azok rosszul érezték magukat. Mikor barátja megtudta, hogy rákos, keményen harcolt ellene, de mikor közölték vele, hogy gyógyíthatatlan és semmit sem tehet ellene, egyszerűen lefeküdt az ágyába, nem evett semmit és másfél hát után meg is halt. Ez a megrázó tapasztalat segített Glover számára megérteni, hogy egy erős és élettel teli ember, hogyan juthat el odáig, hogy végül kioltsa a saját életét – éppen úgy, ahogyan Lionel is erre készült a Válság (Crisis) című epizód végén, mikor megtudta, hogy semmi mást nem tehet, hogy megállítsa a rákot.

## A szereplő fejlődése

### A cselekmény hatásai
A sorozat második évadától kezdődően Lionel a Smallville állandó szereplője lett, melytől fogva fokozatosan egyre jelentősebb interakcióba került a sorozat más szereplőivel. Egyik első közvetlen kapcsolatának kialakulása Martha Kenttel volt (Annette O’Toole), mikor a nőt személyi asszisztenseként alkalmazta. A szereplő egyik közvetett hatása Clark Kent életére az volt, mikor birtokba vette a Kawatche barlangokat és megpróbálta megfejteni annak különös rajzainak és szimbólumainak a titkát. A harmadik évadban Lionel mint a sorozat legfőbb gonosztevője jelenik meg. Megpróbálja felfedje Clark titkát, saját fiát, Lexet pedig az ideg-összeroppanás felé hajszolja, hogy aztán sokkterápia segítségével kitörölje minden emlékét arról, amit megtudott apjáról, hogy az Morgan Edge segítségével megölte saját szüleit az életbiztosításuk miatt. A sorozat alkotói a negyedik évad során kísérletezni kezdtek a szereplővel, és egy olyan történetet fűztek az évadba, melynek során Lionel levedli magáról a gonosztevő szerepét. Greg Beeman, a sorozat executive producerének véleménye szerint a próbálkozás a szereplő karakterének fejlesztésére kudarcba fulladt, és így Lionel visszatért régi szerepéhez. John Glover nyilatkozata szerint Lionelt, mint egyenes embert alakítania „unalmas” volt.
Az ötödik évad központjában a Martha és Lionel közötti kapcsolat áll. Annette O’Toole és Al Gough egybehangzó véleménye szerint Martha bizonyos mértékig vonzalmat érzett Lionel iránt, de a nő soha nem adta volna át magát ennek az érzésnek. A sorozat alkotóinak valójában nem is állt szándékában, hogy egy valódi romantikusa kapcsolatot építsenek fel a két szereplő között. Lionel motivációi és valódi szándéka az évad során mindvégig rejtély marad, amire még az őt alakító John Glovernek sem volt magyarázata. Glover bevallása szerint, mivel nem tudta eldönteni, hogy a szereplő jó vagy gonosz, az ötödik évad során megpróbálta úgy alakítani őt, mintha pozitív szereplő lett volna. Véleménye szerint Lionelben Lincoln Cole (Ian Tracey) tettei a Kegyelem (Mercy) című epizódban váltották ki azt a hatást, hogy elkezdte átértékelni korábbi cselekedeteit és saját életét. Az ötödik évad végére Lionel felismerte, hogy az emberek felelősséggel tartoznak egymásnak.
Brian Peterson, a Smallville írója és executive producere sajnálatosnak nevezte, hogy a sorozat alkotói ismét emlékeztetni akarták a nézőket, hogy Lionel Luthor még mindig ugyanaz a személye, akit először megismertek, és hogy ezt szándékosan a hatodik évad Ígéret (Promise) című epizódjára tartogatták, melyben Lionel megzsarolja Lanát, hogy menjen hozzá Lexhez. Peterson szándéka szerint szerette volna „ha a nézőket arculcsapásként” érik az események, melyek emlékeztetik őket Lionel valódi természetére. Bár Lionel megzsarolta és házasságba kényszerítette Lanát, John Glover véleménye szerint Lionel csak Clarkot próbálta megóvni, és erre Lana segítségére volt szüksége. A hatodik évad során Glover felismerte, hogy Lex egyre inkább a sorozat negatív szereplői közé kezd tartozni, és ezért az ő napjai meg vannak számlálva. Abban reménykedett, hogy Lionel a továbbiakban is képes lesz befolyást gyakorolni Lexre a cselekmény előrehaladtával, mivel úgy gondolta, hogy enélkül az általa alakított szereplő feleslegessé válna a sorozatban. Glover nyilatkozata szerint a Lex és az apja közötti konfliktus és feszültség a sorozat egyik legerőteljesebb eleme, mivel Lionel erőfeszítései, hogy ismét egymásra találjanak fiával, és a kettejük közötti bizalmatlanság „a dráma forrása”.

### Jellemzése
John Glover Lionelt egy olyan befolyásos üzletemberként jellemezte, aki mélyen csalódott a fiában, akit „nyápicnak” és „erőtlennek” tart. Glover fontosnak tartotta, hogy Lionelt olyan emberiknek mutassa be, amennyire csak lehetséges, és nem csupán – saját szavaival – „bajusz pödörgető” negatív szereplőként ábrázolni. Glover véleménye szerint Lionel bármire képes, hogy elérje amit akar. Egy olyan üzletember, aki rendkívül intelligens, és könnyedén olvas másokban. Lionel ezeket az adottságait céljai elérésére használja fel, akárcsak más embereket, akiket kijátszva rájuk erőlteti az akaratát. Glover véleménye szerint ez a hatalom akár áldás is lehetne, ha nem csak Lionel önös érdekeit szolgálná. Lionel jellemábrázolásában fontos szerepet játszanak a körülötte megjelenő színek is, akinek „sötét” természetének megjelenítésére az alkotók kék színeket alkalmaztak. Ennek megfelelően Lionel gyakran jelenik meg fehér és „kórházi kék” hátterek előtt. Lionel hajviselete is belső jellemvonásainak külső megjelenítésére szolgál. Hosszú, rendezetlen frizurája a hatalmát fejezi ki, mellyel bármit megtehet a legcsekélyebb következmény nélkül.

### Kapcsolatai
Lionel és fia, Lex között igen felszült a kapcsolat, melyet egyesek a 2002-es Pókember című filmben látott Norma és Harry Osborn kapcsolatához hasonlítottak. Glover szándéka szerint alakításában, úgy próbálta megjeleníteni Lionelt, mint aki megpróbálja „megerősíteni Lexet”, úgy, hogy „távol tartja magát tőle, feladatokat ad számára és próbára teszi, hogy az bizonyíthasson”. Glover célja az első évad során az volt, hogy ezt a képet alakítsa ki a szereplőről, aki a „nincs kockázat, nélkül nincs nyereség” mottó úgy próbálja fiát rátermetté tenni.
Glover véleménye szerint Lionel két célt akar elérni fiánál; hogy Lex a maga ura legyen, és hogy lépjen az apja nyomába. Ez összezavarja Lexet, mivel Lionel egyszerre akarja tőle, hogy „hű követője” és „a lehető legtöbbet hozza ki magából”, mely követelmények mind Lionel „hatalmas egójából” erednek. John Glover megítélése szerint, ha Lex nem Lionel saját vére lenne, már rég „elpusztította” volna őt, mivel „gyengének” tartja. Lionelt köti az a tény, hogy Lex az örököse, ugyanakkor nem bízik meg saját fiában. Ez a bizalmatlanság Lionel részéről részben onnan ered, hogy véleménye szerint Lex gerinctelen jellem. John Glover magyarázatában: „Nem mintha az ellenségnek kellene lennie; csupán arról van szó, hogy a szegény fiú erőtlen, így kénytelen formálnia őt. Lionel folyamatosan erősíteni akarja fiát, és tanítani őt. Lex pedig éppenséggel nehéz tanuló.”
Lionel egy másik fontos kapcsolata a sorozatban Martha Kenthez, Clark Kent nevelő anyjához fűződő viszonya. Lionel a második évad során fogadja fel Marthát, mint személyi asszisztenst. Mikor Jonathan Kent az ötödik évadban meghal, Glover úgy érezte, hogy Lionel vonzalma a nő iránt érezhetőbbé vált, mivel így már egy egyedülálló nőt látott benne. Lionel számára Martha elérhetőbbé vált; Glover véleménye szerint Lionel vonzalma nem testi volt, inkább egyfajta „istennői” tiszteletet érzett iránta. Mikor Lionel Martha közelében van, megpróbál olyan férfiak mutatkozni, akivel a nő együtt tudna élni; tudatosan próbálja megváltoztatni korábbi önző viselkedését. A sorozat egyik írójának, Writer Holly-nak a véleménye szerint a Marthával való kapcsolata hasonló Lexnek Lanával való viszonyával. Mindkét férfi úgy érzi, hogy ezek a nők lesznek a megmentőik, akik vissza tudják tartani őket a sötét oldal vonzásától. Annette O’Toole Martha érdeklődését Lionel iránt úgy jellemezte, mintha egy veszélyes állatot figyelne meg: „Olyan vonzalom, amit egy gyönyörű és veszélyes állat irányt érez az ember. Az ember valahogy képtelen levenni róla a tekintetét, de ugyanakkor azt is érzi, hogy »Istenem, ez meg fog ölni«”. A színésznő úgy érzi Martha végső soron azért akart Lionel közelébe kerülni, hogy megtudja a férfinek mi a tervei Clarkkal. Mikor elérkezett az ideje, hogy Martha elhagyja a sorozatot, Todd Slavkin író nyilatkozata szerint inkább a szereplőt inkább „csak egyszerűen akarták eltávolítani”. Magyarázata szerint mivel a hatodik évad végén már annyi történetszál futott egymással párhuzamosan, hogy nem tudtak volna egy John Schneider kiírásához hasonló történetet is beiktatni a többi mellé. Mivel úgy gondolta, hogy nem ölhetik meg ezt a szereplőt is, úgy döntött inkább elküldi az Amerikai Egyesült Államok Szenátusába, amivel egy párhuzamot hozott létre köze és fia között: míg Clark Smallville-ben, addig Martha a politikában harcol az igazságért. O’Toole és Al Gough egybehangzó véleménye szerint Marha valóban érzett némi vonzalmat Lionel iránt, de ennek ellenére semmi komoly nem alakulhatott volna ki kettejük között.
Glover meglátása szerint Martha hatása váltotta ki Lionelből azt a felismerést, hogy az ember kénytelen feláldozni bizonyos dolgokat, hogy a világot egy jobb hellyé tegye. Martha távozása után a hatodik évad végén Lionelt többé már nem éri ez a hatás, akiben innentől kezdődően folyamatos harcot kezd vívni a benne lakozó fény és sötétség, hogy melyik váljék a személyisége domináns elemévé. Caroline Dries író nyilatkozata szerint ennek a harcnak az egyensúlya miatt nem tudhat a néző kifürkészni a szereplő valódi szándékait. Dries ennek alátámasztására Lionel zsarolását hozta fel, mellyel Lanát feleségül kényszerítette Lexhez, melyről később kiderül, hogy csak azért tette, hogy megóvja Clarkot. Glover Annette O’Toole való jó kapcsolatát nevezte meg annak fő okaként, hogy miért működök olyan jól a kamerák előtt a Martha és Lionel közötti összhang. A színész nyilatkozata szerint, mikor Martha és Lionel beszélgetnek, olyan mintha ő maga és O’Toole beszélgetnének, és ennek a bizalomnak a kisugárzása a kamerákon keresztül és érződik.

## Kritikák és a szereplő megítélése
John Glovert Lionel Luthor szerepében való alakításért a kétszer jelölték a Szaturnusz-díjra a „televíziós sorozat legjobb mellékszereplője” kategóriában. Az első jelölést 2003-ban kapta, miután az általa alakított Lionel a Smallville állandó szereplője lett. Második jelölését a következő évben, 2004-ben kapta. Maurice Cobbs-nak, a DVD Verdict egyik írójának véleménye szerint Lionelnek már a harmadik évad során el kellett volna hagynia a sorozatot, akkori halálos májbetegség kapcsán. Megítélése szerint a negyedik évadban a szereplő csak rabolta a műsoridőt a sorozat főszereplőjétől, Clark Kenttől.

## Külső hivatkozások
- Lionel Luthor a Smallville Wiki (Wikia Entertainment) oldalain (angolul)